# Héctor Gaitán (escritor)
Héctor Gaitán Alfaro (Ciudad de Guatemala, 25 de enero de 1939 - 1 de febrero de 2012) fue un locutor, periodista, historiador y escritor guatemalteco. Fue el creador del programa radial «La calle donde tú vives», que luego llevó a los diarios, a la televisión, y a libros impresos; en su obra presentaba crónicas sobre leyendas guatemaltecas de espantos y aparecidos.

## Biografía
Gaitán cursó la primaria en la Casa Central y luego continuó sus estudios en la escuela «República de Perú» y posteriormente en la escuela «República de Uruguay». Durante ese tiempo tuvo un excelente maestro de historia que lo hizo interesarse por esa materia. La secundaria la cursó en el Instituto Nacional Central para Varones, pero tuvo que salir exiliado a México, y allí ingresó en la Academia Novo, en Monterrey, Nuevo León, donde estudió locución y periodismo.
Empezó su carrera radial en Guatemala en 1959, en Voz de la Eterna Primavera y el noticiero Ventana al Pueblo. Después laboró en varias estaciones como Radio Quetzal, Radio Jumay, Radio Cristal, hasta llegar a La Voz de las Américas. En esta última, invitó a los oyentes a que enviaran cartas con historias de espantos y aparecidos, y su programa se convirtió en un éxito. De allí surgió su programa La calle donde tú vives. Este lo llevó también a la televisión y a los periódicos.

## Muerte
Gaitán murió a los 73 años a consecuencia de una complicación de una cirugía practicada para tratarle un cáncer de colon el 1 de febrero del 2012.

## Obras

### Libros
- La calle donde tú vives (diez tomos)[1]
- Hablemos de Guatemala
- Centro histórico de la ciudad de Guatemala
- Historia de fusilamientos
- Los presidentes de Guatemala
- Cuentos e imágenes de la ciudad de Guatemala
- Leyendas de vivos, espantos y aparecidos[4]
- Leyendas de muertos y cementerios
- Memorias del siglo xx[2]

### Revistas
- La calle donde tú vives (semanario)
- Hablemos de Guatemala
- Leyendas y tradiciones de Guatemala
- Leyenda de la tradición indígena[2]

## Premios y reconocimientos
Recibió varios galardones, entre ellos:
- Segundo lugar en el certamen «Historias y Leyendas de América», instituido por Vox Populi de Alemania -1972-
- Primer lugar en el certamen «Crónica de la Ciudad de Guatemala», publicado en el diario La Hora y patrocinado por la Municipalidad de Guatemala
- Tres primeros lugares en prensa, radio y televisión en el certamen «Vuelo Histórico», organizado por el Ejército de Guatemala
- Dama de Plata, otorgado por la «Voz de las Américas» y radio «Ciros» al Mejor Libretista del Año
- Estrella de Plata, entregada al Mejor «Programa Guatemalteco del Año» por Radio Nacional TGW -1988-
- Primer Lugar, Tzij La Palabra, al mejor locutor nacionalista, Cámara de locutores profesionales de Guatemala -1994-[2]

### Obras de Gaitán
- Gaitán, Héctor (1982). La calle donde tú vives I (rústica edición). Guatemala: Artemis y Edinter. ISBN 9788489452114.
- — (1995). Leyendas de vivos, espantos y aparecidos. Ayer y hoy 9 (rústica edición). Guatemala: Artemis y Edinter. ISBN 9788489452572.

- Datos: Q19322866